# 高木友梨香
高木 友梨香（たかぎ ゆりか、1月12日 - ）は、日本の女性声優。新潟県出身。アニモプロデュース所属。2019年8月31日まではホーリーピーク、2023年3月31日まではsitoaに所属していた。愛称はゆりぽん、ぽんさん、おこめちゃん。ユニット・Sweetyのメンバー。

## 経歴
- 2011年、ホーリーピーク ボイスアクターズスクールへ第4期生として入所、在学中に3人組ユニット『Sweety』を結成、活動を開始[9]。
- 2011年9月、CLAMP FESTIVAL×ニコ生 12時間コラボ（2011年9月22日、MC）にてSweetyとしてデビュー[10]。
- 2012年4月、所属オーディションによりSweetyメンバーの長谷川唯および竹之内彩と共にホーリーピークへ正所属となる[11]。

- 2013年1月、インターネットラジオ『A&G ARTIST ZONE 2h』で初の単独パーソナリティーに[12]。
- 2014年4月、高野麻里佳・小原莉子と共にファンタシースターオンライン2の『PSO2アークス候補生』として活動開始。PSO2放送局への出演やニコニコ生放送を利用したプレイレポートを実施。

- 2015年4月、PSO2アークス候補生の企画終了後、引き続き『DF(ダークファルス)ガールズ』のルーサー担当として活動を継続[13]。
- 2015年10月、『劇団 神保町界隈 第3回公演 スタア誕生「エスター始動」』で初の舞台に出演[14]。
- 2015年12月、チョクメ！でのメール配信サービス開始[15]。
- 2016年11月、主人公「アリーチェ」役として「チェインクロニクル3」サービス開始[16]。
- 2017年2月、PSO2の地上波TVCMに顔出し出演[17]。
- 2018年3月、メインキャラクター「真田小幸村」役として「ときめきアイドル」サービス開始[18]。
- 2018年8月、8月末をもって所属事務所だったホーリーピークを退所[19]。
- 2019年4月、メインキャラクター「中野綾香」役として、テレビアニメ「八月のシンデレラナイン」放送[20]。

- 2020年6月、Fanicon 内にファンコミュニティ「ゆりざんまい」開設[21]。
- 2020年10月、公式YouTubeチャンネル「ゆりぽんちゃんねる」開設[22]。
- 2021年12月、ユカイナルサテライトメンバーを経て、声優事務所sitoa（シトア）に所属することを発表[6]。
- 2023年3月、3月末をもって所属事務所だったsitoaを退所[23]。
- 2023年4月、アニモプロデュースに移籍[24][25]。

## 人物
- 一人っ子。
- 趣味はオンラインゲーム、グルメ探索、散歩[26]。
- 特技はイラスト、ゆでたまごを綺麗にむく[26]。
- くまのグッズ（クラシックプー）が好き[27][28]。
- ことぶきつかさのイラストや携わった作品（特に『セイバーマリオネットJ』）が好き[29]。
- 好きな犬種はポメラニアン[30]。
- 猫アレルギーだが猫は好き[31][32]。
- 実家で犬（ヨークシャテリアのメイちゃん）を飼っているが犬アレルギーも見つかった[32]。
- 老後の夢は「ポメラニアンを二匹飼って田舎で平和に暮らしたい」[32]。
- 目が悪い。乱視持ち[33]。
- 炭酸、コーヒー（苦いもの）は苦手[34][28][35][36]。炭酸が含まれるお酒は以前は苦手だったがある程度平気になったとのこと[37]。
- チョコレートが好きで、バレンタインの季節になるとデパートの催事場チェックは欠かさない。毎年お正月にはゴディバの福袋を買うのを楽しみにしている[38]。生チョコ[39]、チョコケーキ[40]、チョコミント[41]が特に好き。高級なチョコレートと庶民的なチョコレートはそれぞれにまた別の良さがあるとのこと。
- 「ゆりぽん」の名付け親は大久保瑠美[7][42]。
- オリジナルの自己紹介がある。

### 自己紹介について
独自の自己紹介を持っており、イベントやニコニコ生放送にてほぼ必ず披露される。

　＜自己紹介内容＞

　『お米の国から来ました

　　みなさんのサンクチュアリになりたい！

　　高木友梨香こと、ゆりぽ〜〜〜んです！！(<・>ωー) 』

言い回しを変えたり、バリエーションが存在する。初期の頃は「サンクチュアリになりたい！」の後に「（鼻歌）ふんふふ〜ん・・・、鼻歌が特技な」と言うフレーズが入っていた。

最後の「です！！」の時に顔文字と同様のポーズを行う。顔文字はファン有志による非公式のもの。

ポーズの由来はSweetyで3人個々の自己紹介を決めるにあたり、自分なりのポーズを決めたく、スタッフと相談し出来上がった。

なお、ポーズそのものについては特に意味は定めていない。
この自己紹介を行う理由としては「お米の国新潟県出身であり、その実家のことをもっと知ってほしい」との理由である。
2017年ごろから自主的に披露することはなくなっているが、時々共演者などから要望されて渋々披露して赤面するのが恒例になっている。

## 出演
太字はメインキャラクター。

### テレビアニメ
2012年
- 戦国コレクション（三巫女(ねこ巫女)）

2016年
- ファンタシースターオンライン2 ジ アニメーション（ユリカ、女生徒）

2019年
- 八月のシンデレラナイン（中野綾香、小学生、審判）

2020年
- あはれ!名作くん（きつね、168話「テーブルを買いに」）

2021年
- オルタンシア・サーガ（ドリス）

2022年
- Extreme Hearts（沢渡美琴）
- 越後幕府（キャサリン、下越少年、下越の母、メイドB）

2023年
- オケカゼ ～桶屋が儲かったのはその風が吹いたからだ～(アリス、カフェーライオン看板娘、ローゼンケラー・ハナ、番組ナレーション他)

2025年
- 天久鷹央の推理カルテ

### ゲーム
2013年
- 戦場のウェディング

2014年
- リベリオンブレイド（レイチェル）
- 海賊ファンタジア（惑わざる槍 ヘドウィグ、クリスマスヤウク）

2015年
- 東京新世録 オペレーションバベル（少年）
- 東京ファントム（団紀恵）
- ヴァリアントナイツ（ラピス＝パイヤール）
- ファンタシースターオンライン2（クローディア、ユウ、アガタ・ジグモリンデ（エネミー）、女性[EX]ボイスA09、女性[EX]ボイスA13、女性[EX]ボイスA14、男性[EX]ボイスA04、男性[EX]ボイスA05）
- 桃色大戦ぱいろん＋（白咲ブラン）
- 妖怪百姫たん!（元興寺、火前坊）

2016年
- クルセイダークエスト（アリア）
- ぐるモン（アイビリー）
- チェインクロニクル3（アリーチェ、アベータ、エチゴ、オストラ、パラキナ、モガリ、アンコ、ローザ、ハヤーラ、モモ、ダラニ）
- デモンゲイズ2（アクエリアス）
- ファンタシースターオンライン2es（ナールクレセント、ビスケドロプ、ホローギムレット）

2017年
- 死印（渡辺萌、吉田つかさ、赤ずきん）
- 八月のシンデレラナイン（中野綾香）
- 三国志バトルRPG『幻想少女』（左慈）
- 陰陽おとぎソール（織田天目、鎌鼬、聖杯、孫尚香、孫尚香［ハロウィン］）

2018年
- ときめきアイドル（真田小幸村）
- バレットガールズ ファンタジア（ハルディナ・クリサントゥ）

2019年
- エンゲージプリンセス（赤井りぼん）

2020年
- CHOJO-CryptoGirlsArena-（都 蘭花）
- ガンビット（マーリン）
- かんぱに☆ガールズ（リン・マナカ(正月)）
- 黄泉ヲ裂ク華（車椅子の少女、ゲーム内ラジオ、他）

2021年
- ビビッドナイト（黒の魔女、花売り娘カーネリア 他）
- ブラスターマスター ゼロ トリロジー メタファイトクロニクル（タエ）

2022年
- シン・クロニクル（モモ、マイシャ)
- 死噛 〜シビトマギレ〜（渡辺萌、絹川みちほ、坂本律）

2024年
- けものフレンズ３（エリマキトカゲ）
- ゼロから勇者：オリエントファンタジー（妖花）
- ガーディアンテイルズ（監視者 ユナ）

### デジタルコミック
- Com!cFestaアニメZONE『キスまで､あと1秒｡』（2017年4月、一戸六花[117]）
- コミックエッセイ劇場「消えたママ友」（2021年4月、春ちゃん）[118]
- 異世界で姉に名前を奪われました コミックス2巻発売記念録りおろしボイスコミック特典（2023年7月、ニコラ役）[119][120]
- 自称“平凡”な癒しの聖女ですが、王子から婚約者として執着されています。（2023年8月、シーナ役 他）[121][122][123]

### ラジオ
※はインターネット配信。
- 戦コレラジオ「小悪魔王・大久保瑠美の天下布武」（2012年、音泉※、コーナーアシスタント）
- A&G ARTIST ZONE 2h（2013年、超!A&G+※）[124]
- チェンクロ公式WEBラジオ『ちぇんらじ』（2017年 - 、音泉※・YouTube※）[125][126][127]

### ドラマCD
- ちゃんおぷ的なドラマ C92 ～四葉の泣けるぅ探し～（2017年8月、店員ユリ）[128]
- ボイスドラマ 死印 青き終焉（2019年8月、第一章「青いシルシ」第二章「八敷と真下」、渡辺萌・吉田つかさ）[129]
- TVアニメ『ファンタシースターオンライン2 エピソード・オラクル』ドラマCD～消せない過去、そして～（2020年3月、クーナのマネージャー モネ）[130]
- もっと！ ときめきアイドル ～featuring 青山つばさ＆川口夏海～（2020年3月、真田小幸村）[131]

### 吹き替え

#### 映画
- ナイトライト 死霊灯(2016年、アメリア)[132][133]
- リセット 決死のカウントダウン（2018年、ホワンチェン）[134]
- バトル・スカイ（2018年、ロージー、他）[135]
- アフター・ワールド2020（2018年、エンジェル）[136]
- 黒人魚（2019年、マリーナ）[137]
- ＳＨＡＤＯＷ 影武者（2020年、青萍）[138]
- ジャック＆クロックハート 鳩時計の心臓をもつ少年（2020年、ジャックのお母さん）[139]
- トレジャー・オブ・ムージン 天空城の秘宝（2020年、コンチュエ）[140]
- ゾンビ津波（2021年、サマンサ）[141]
- 少林寺 十八の羅漢（2021年、不知火）[142]
- ジュラシックスクール（2021年、クロエ）[143]

#### ドラマ
- オー・マイ・クムビ（2018年、シルラ）[144]
- たった一人の私の味方（2019年、ユジン）[145]
- ノーザン・レスキュー（2019年、アリソン）[146]
- 2gether(2024年、女学生)[147]

#### アニメ
- LEGO Elves: エルブンデールの秘密（2017年、水の妖精ナイダ）[148]
- レスキューせんエリアスと 海ではたらく仲間たち（2018年、リトルジェーン）[18]
- ロボカーポリー シーズン4（2019年、クリニーとミニー）[149]
- ビクター＆バレンティノ（2019年、トゥーラ）[150]

### ニコニコ生放送
2012年
- Sweetyの『Sweetすたでぃタイム♡』（Sweety名義、2012年8月9日、2012年10月16日〜2014年1月14日（不定期））

2013年
- NGC『ラストクロニクル』生放送（MC、2013年10月3日〜2014年8月28日）

2014年
- PSO2アークス候補生（金曜日担当、2014年4月18日〜2015年4月29日）
- PSO2放送局（PSO2アークス候補生、不定期開催）
- くろにゅ〜（MC、2014年4月24日〜2016年10月26日）
- 京まふ放送局『京都マンガ・アニメフェア2014』（MC、2014年9月20日、21日）
- がたチャンネル『路地裏発！版画・マンガであった会、放送局』（MC、2014年10月2日〜2014年11月25日）

2015年
- PSO2放送局『アークスキャラバン』（DFガールズ、6月14日：新潟会場（旧 大和デパートビル２F特設会場））
- PSO2放送局『ファンタシースター感謝祭2016』（DFガールズ、12月23日：東京会場（幕張メッセ））

2016年
- PSO2放送局『ファンタシースター感謝祭2016』（DFガールズ、2月20日：大阪会場（インテックス大阪）、3月21日：決勝会場（有明コロシアム））
- 『PSO2 アークス広報隊＆DFG春休みだよ！27時間ぶっ続け実況生放送スペシャル！』（DFガールズ、3月26日20時〜3月27日23時）
- DFG実況生放送（Ship6）（DFガールズ、4月23日20時〜23時）
- PSO2放送局『第42回放送』（DFガールズ、5月22日20時〜23時）
- DFG実況生放送（Ship7）（DFガールズ、5月28日20時〜23時）
- 『PSO2 DFG 実況放送＆アークス広報隊卒業直前9時間ぶっ続け生放送（Ship8）』（DFガールズ、出演は6月25日20時〜23時）
- しろにゅ〜(仮)（MC、2016年7月20日〜2016年10月26日、月2ペース）
- DFG実況生放送（Ship9）（DFガールズ、7月23日20時〜23時）
- PSO2放送局『アークスフェス2016サヨナラPSO2放送局スペシャル!!』（DFガールズ、8月13日：有明コロシアム）
- 『PSO2 夏休みだよ！29時間ぶっ続け生放送SP 〜DFG＆広報隊-NTとゆかいな仲間たち〜（Ship7） 兼：DFG実況生放送（Ship10）』（DFガールズ、出演は8月20日18時〜24時、8月21日15時〜19時、22時30分〜23時17分）
- 劇団『神保町界隈』2016（MC、10月4日21時30分〜22時30分）

### 舞台/朗読劇
- カミサマ未満（2014年8月25日、ニッポン放送）[176][177]
- 劇団 神保町界隈 第3回公演 スタア誕生「エスター始動」（2015年10月7日〜11日、テアトルBONBON）- 川田里美役[178][179][180]
- 舞台版 『実は私は』（2016年5月11日〜15日、新宿村LIVE）- 紅本 茜役[181][182][183]
- 劇団 神保町界隈 第4回公演「アイドルくの一忍法帖 ー風魔四姉妹の逆襲ー」（2016年10月13日〜16日、テアトルBONBON）-（月組）桜井あんず役[184][185][186]
- アリスインプロジェクト舞台『降臨ハーツ』（2018年7月12日～16日、新宿村LIVE） - 管理官TSR208役（夏野香波とWキャスト）[187]
- オリジナル朗読劇「お化けなんて全然怖くない。」[188]（2018年11月1日 - 4日、築地ブディストホール）- ユメ役(田澤茉純とWキャスト[189])[190]
- 2.5次元リーディング&ライブ「Re:Union」（2019年1月24～27日、新宿シアターモリエール） - 澄白飛鳥役[191]
- オリジナル朗読劇「この空を見上げて」（2020年2月13～16日、労音大久保会館アールズアートコート） - 咲役(team sky)[192]
- 楽団七芒星第1回朗読劇【黄昏未来都市】（2020年12月26日～27日、ライブハウス 真昼の月 夜の太陽） - ユリ・アキダリア役[193][194]
- 【朗読劇】わたしの言葉はどこへいく（2021年11月6日～7日、労音大久保会館アールズアートコート） - 浜田葵役[195][196]
- Leidenschaftプロデュース「和の音」朗読公演（2021年12月5日、コフレリオ新宿シアター） - 岡本綺堂の「雪の一日」[197][198][199]
- リーディングライブ『とろろ高校ボドゲ部！』（2022年5月21日、秋葉原ハンドレッドスクエア） - 羽柴ユリフィ役[200][201]
- 朗読会～真夏の怪談～（2022年8月16日、Zepp Haneda）[202][203]
- 季節の朗読シリーズ第２回 秋の朗読会【絆】 (2022年11月23日、新宿ReNY)[204][205]
- BQMAP appx250313 短編2作品一挙上演 『坂の上のエイリアン』『flowflow』(2025年3月5日～9日、中野劇場MOMO) - 人形役・人魚の子役 他[206][207][208][209]

### イベント
- 東京ゲームショウ2016「デモンゲイズ2」ステージ『アステリア革命団決起集会 in TGS2016』(タイトルMC、2016年9月15日〜18日)[210][211][212]
- 「声の仕事」ってナンダ？！〜ボーカル×声優×話芸〜（2017年3月17日、杉並会館1F 孔雀の間）[213]
- お台場痛車天国2018 痛天！SPECIALトークSHOW（2018年4月8日、お台場野外特設会場）[214]
- バラエティイベント「オトニワ」（2019年9月22日、大塚ドリームシアター）[215]
- りこぴん農園収穫祭～お誕生日編～（2020年2月22日、TIAT SKY HALL）[216]
- ゆりりこをみまもる 第一回　オフラインミーティング（2022年1月16日、秋葉原ハンドレッドスクエア）[217][218]
- MoeMi Birthday2022 ～星屑の焼き立てディミニッシュ～（2022年７月23日、池袋LiveHouse momo）[219]
- 藤川茜バースデーイベント2023～ぴよッス☆華麗なるピコハンを貴方に～(2023年3月18日、カラオケの鉄人・銀座店)[220][221][222]
- 知多娘。単独LIVE JUN2023(2023年6月18日、半田市宮池会館ホール)[223][224]
- もえゆり幼稚園（2024年2月11日、パズル浅草橋）[225]
- ゆりりこをみまもる　りあるいべんと　Wお誕生日会（2025年1月18日、秋葉原ハンドレッドスクエア2）[226][227]

### ライブ/コンサート
- 『PSO』シリーズ15周年記念コンサート「シンパシー2015」（2015年11月23日、パシフィコ横浜国立大ホール、DFガールズとして）[228]
- トーク&ライブイベント ハピ♡ステ〜happy  station vol.6〜（2019年8月9日、高円寺HIGH）[229]
- 『PS』シリーズ30周年記念ライブ「ライブシンパシー2018」（2018年3月24日、ディファ有明、DFガールズとして）[230][231] ※TOKYO MXにてダイジェスト版放送あり[232]
- 木管五重奏カラフル  プレミアムコンサート Vol.4（2019年12月4日、品川区立五反田文化センター 音楽ホール、語り手およびMC）[233]
- 『知多半島二次元カルチャーミュージックフェスティバル』 ちたミュ！（2021年12月25日、常滑市民文化会館）[234][235][236]

### ナレーション
- 特別番組「八千代ステーキ」～サルーン創業40周年特別メニューへの道（2019年9月21日、NST 新潟総合テレビ）[237][238][239]
- 錦鯉の新潟ハリウッド温泉(2021年12月29日、NST 新潟総合テレビ)[240][241]

### 書籍
- 剣の街の異邦人 TRPG (2016年7月20日発売 - リプレイ参加 PC1 ポポン王国 第四王女 ルナ・ポポン役) ISBN 978-4-04-072006-7 C0076[242][243]

### テレビCM（地上波）
- ファンタシースターオンライン２「一緒にやろ」編（2017年2月、本人出演による映像付き）[244][245][17]
- ファンタシースターオンライン２「待ってるよ」編（2017年7月、本人出演による映像付き）[246][247][248][249][250]

### Web連載/文章コンテンツ
- コミュニティーサイト「it-tells」にDFガールズとして公式ページを開設。（2015年10月25日〜2016年4月25日）[251]
- 「チョクメ！」に参加。（2015年12月1日〜）[252]
- アニカンコラム「すうぃ～てぃ～のお部屋」連載（～2017年12月、Sweety として交代制）[253]
- アニカンコラム「コラム #高木友梨香 / なじらね？」（～2019年8月）[254]

### その他映像コンテンツ
- 「アークスダンスフェス」を踊ってみた！ ダンス動画（2015年、Youtube、DFガールズとして）[255][256]
- 伝説の深夜バラエティー復活！「声優耳打ちしりとり」【バラステ】（AbemaTV、第一回2018年10月7日[257]、第三回2018年12月2日[258]、第四回2019年1月27日[259]）
- あにそんボーカル「またまたセイバーマリオネットJ　hesitation」（2019年12月、LIVE DAM Ai にて本人出演による映像付き）[260][261]
- アートにエールを!東京プロジェクト（個人型）「フォトグラフ同好会」（2020年、あんず[262]）
- 高木友梨香と小池理子の「この2人がイベントをやるとどうなるのか見守ってみる会」（2020年8月～、ニコニコ生放送）[263]
- Youtube 公式チャンネル 高木友梨香の「ゆりぽんちゃんねる」（2020年10月～）[22]
- 【萌え】可愛い声優さんがボードゲームとチョコレートフォンデュをしたら、尊いが過ぎました！（2021年、Youtube、響公式チャンネル）[264]
- ゆりぽんの賭けジョちゃんねる（2021年、Youtube）[265]

### その他コンテンツ
- 「hummingo（ハミンゴ）」に参加。（2016年3月31日〜、コラボドラマ「ときめき千夜一夜」のマリー・アントワネット役含む）[266]
- LIVERTINEAGE コラボパーカー（2020年、全5色）[267]
- 高木友梨香のじょんのび飲み（2020年1月～、ニコニコ生放送および会員向けオフラインイベント）[268]
- Fanicon ファンコミュニティ 高木友梨香の「ゆりざんまい」（2020年6月～）[21]
- Leidenschaftプロデュース「和の音-wano oto-」朗読音声（2021年、Vimeoサブスクリプション）[269]
- アサルトリリィ Last Bullet 「ラスバレゲーム部」一期生（2022年3月～）[270][271]
- Extreme Hearts S×S×S（2022年、沢渡美琴）[272]
- ロードモバイルスプリングカップvol.24(2024年)[273][274]
- ボードゲーム『あわてんぼうの～うサンタさん～』PV（2024年）[275][276]

## ディスコグラフィ

### キャラクターソング
ときめきアイドルの楽曲については「フルサイズVer.」かつ「初出」を基準とし、「ソロVer.」は別の楽曲扱いとした
| 発売日   | タイトル                                                                                      | 歌                                                           | 企画品番                                                    | 楽曲                                                                              | 備考                                                                  |
| 2015年   | 2015年                                                                                        | 2015年                                                       | 2015年                                                      | 2015年                                                                            | 2015年                                                                |
| -------- | --------------------------------------------------------------------------------------------- | ------------------------------------------------------------ | ----------------------------------------------------------- | --------------------------------------------------------------------------------- | --------------------------------------------------------------------- |
| 9月30日  | 劇団 神保町界隈 第3回公演 スタア誕生「エスター始動」サウンドトラック                          | エスター                                                     |                                                             | 「THE SONGS OF MY LOVE」                                                          | 劇団「神保町界隈」第3回公演「スタア誕生 エスター始動」主題歌          |
| 9月30日  | 劇団 神保町界隈 第3回公演 スタア誕生「エスター始動」サウンドトラック                          | エスター                                                     | 「最後に送る言葉」 「ココナッツ プリンセス」 「輝いていて」 | 劇団「神保町界隈」第3回公演「スタア誕生 エスター始動」挿入歌                      |                                                                       |
| 2017年   |                                                                                               |                                                              |                                                             |                                                                                   |                                                                       |
| 6月28日  | ファンタシースターオンライン2 ジ アニメーション キャラクターソングCD Vol.2                    | マリカ（高野麻里佳）、リコ（小原莉子）、ユリカ（高木友梨香） | FFCM-0078                                                   | 「トキメキプレシャスドリーマー」                                                  | テレビアニメ『ファンタシースターオンライン2 ジ アニメーション』関連曲 |
| 2018年   |                                                                                               |                                                              |                                                             |                                                                                   |                                                                       |
| 1月17日  | DREAMING-ING!!                                                                                | ときめきアイドル project                                     | GFCA434-435                                                 | 「DREAMING-ING!!」 「トキメキ☆ミライ」                                            | ゲーム『ときめきアイドル』関連曲                                      |
| 1月17日  | DREAMING-ING!!                                                                                | 真田小幸村（高木友梨香）                                     | GFCA434-435                                                 | 「DREAMING-ING!!(真田小幸村 (CV: 高木友梨香) Ver.)」                              | ゲーム『ときめきアイドル』関連曲                                      |
| 3月14日  | 恋時雨                                                                                        | ときめきアイドル project                                     | GFCA436                                                     | 「Jewelry days」                                                                  | ゲーム『ときめきアイドル』関連曲                                      |
| 4月4日   | ファンタシースターオンライン2 ジ アニメーション 主題歌・キャラクターソング コンプリートベスト | ユリカ（高木友梨香）                                         | FFCM-9001                                                   | 「トキメキプレシャスドリーマー ユリカ ソロ Ver.」                                 | テレビアニメ『ファンタシースターオンライン2 ジ アニメーション』関連曲 |
| 7月11日  | カン違いSummer Days                                                                           | ときめきアイドル project                                     | GFCA437                                                     | 「カン違いSummer Days」                                                           | ゲーム『ときめきアイドル』関連曲                                      |
| 7月11日  | カン違いSummer Days                                                                           | ときめきアイドル project                                     | GFCA437                                                     | 「わがままパーリナイ」                                                            | ゲーム『ときめきアイドル』関連曲                                      |
| 9月5日   | ときめきアイドル project「ときめきアイドル Song Collection」                                  | ときめきアイドル project "Rhythmixxx"                        | GFCA438-439                                                 | 「恋のパズルマジック」                                                            | ゲーム『ときめきアイドル』関連曲                                      |
| 9月5日   | ときめきアイドル project「ときめきアイドル Song Collection」                                  | 真田小幸村（高木友梨香）                                     | GFCA438-439                                                 | 「カン違いSummer Days (真田小幸村 (CV: 高木友梨香) Ver.)」                        | ゲーム『ときめきアイドル』関連曲                                      |
| 2019年   |                                                                                               |                                                              |                                                             |                                                                                   |                                                                       |
| 3月13日  | Believers-ING!!                                                                               | ときめきアイドル project "Rhythmixxx"                        | GFCA457                                                     | 「Believers-ING!!」                                                               | ゲーム『ときめきアイドル』関連曲                                      |
| 3月13日  | Believers-ING!!                                                                               | 真田小幸村（高木友梨香）                                     | GFCA457                                                     | 「Believers-ING!! (真田小幸村 (CV: 高木友梨香) Ver.)」 「もっと!モット!ときめき」 | ゲーム『ときめきアイドル』関連曲                                      |
| 2020年   |                                                                                               |                                                              |                                                             |                                                                                   |                                                                       |
| 12月16日 | Keep the Faith                                                                                | ときめきアイドル project "Rhythmixxx"                        | GFCA474                                                     | 「Keep the Faith」                                                                | ゲーム『ときめきアイドル』関連曲                                      |
| 12月16日 | Keep the Faith                                                                                | 真田小幸村（高木友梨香）                                     | GFCA474                                                     | 「Keep the Faith (真田小幸村 (CV: 高木友梨香) Ver.)」                             | ゲーム『ときめきアイドル』関連曲                                      |

### ユニットメンバー
1. 1 2  結城秋葉（日岡なつみ）、月島美奈都（鈴木みのり）、田中フランチェスカ（和久井優）、川口夏海（川井田夏海）、青山つばさ（青山吉能）、真田小幸村（高木友梨香）、片桐奈々菜（稲川英里）、日比野記子（陽向さおり）、立川美翠（井上ほの花）、立川朱音（山下七海）、草壁野々香（近藤玲奈）、伊澄いずみ（藤川茜）、日毬みさき（岩倉あずさ）、三田希少（金田アキ）、朝霧春子（早瀬莉花）
2. 1 2 3  川口夏海（川井田夏海）、青山つばさ（青山吉能）、真田小幸村（高木友梨香）